# Pańszczyckie Czuby
Pańszczyckie Czuby (słow. Panščické Czuby) – dwa garby w północnej grani Skrajnego Granatu, odchodzącej w kierunku Żółtej Turni. Grań ta oddziela od siebie Dolinę Gąsienicową i Pańszczycę. Od zwornikowego wierzchołka Skrajnego Granatu (2225 m) oddziela je Pańszczycka Przełączka Wyżnia (ok. 2145 m), a od Wierchu pod Fajki (2135 m) Pańszczycka Przełęcz (2115 m).
Południowy wierzchołek Pańszczyckich Czub nosi nazwę Zadnia Pańszczycka Czuba (ok. 2150 m), a wierzchołek północny – Skrajna Pańszczycka Czuba (ok. 2140 m). Czuby rozdziela siodełko – Pańszczycka Przełączka Pośrednia (ok. 2130 m).
Pierwsze znane przejście turystyczne – granią z Pańszczyckiej Przełęczy, przez wierzchołki Pańszczyckich Czub – Walenty Gadowski, Franciszek Zbyszycki w sierpniu 1903 r.
Przez W.H. Paryskiego Pańszczyckie Czuby były traktowane jako część Skrajnego Granatu, z dalsza bowiem zlewają się z jego masywem. W nowszym ujęciu Władysława Cywińskiego Granaty kończą się na Pańszczyckiej Przełączce Wyżniej, Pańszczyckie Czuby nie należą więc już do Granatów.
Przez Pańszczyckie Czuby nie prowadzi żaden znakowany szlak turystyczny, są one natomiast dopuszczone do uprawiania wspinaczki skalnej.

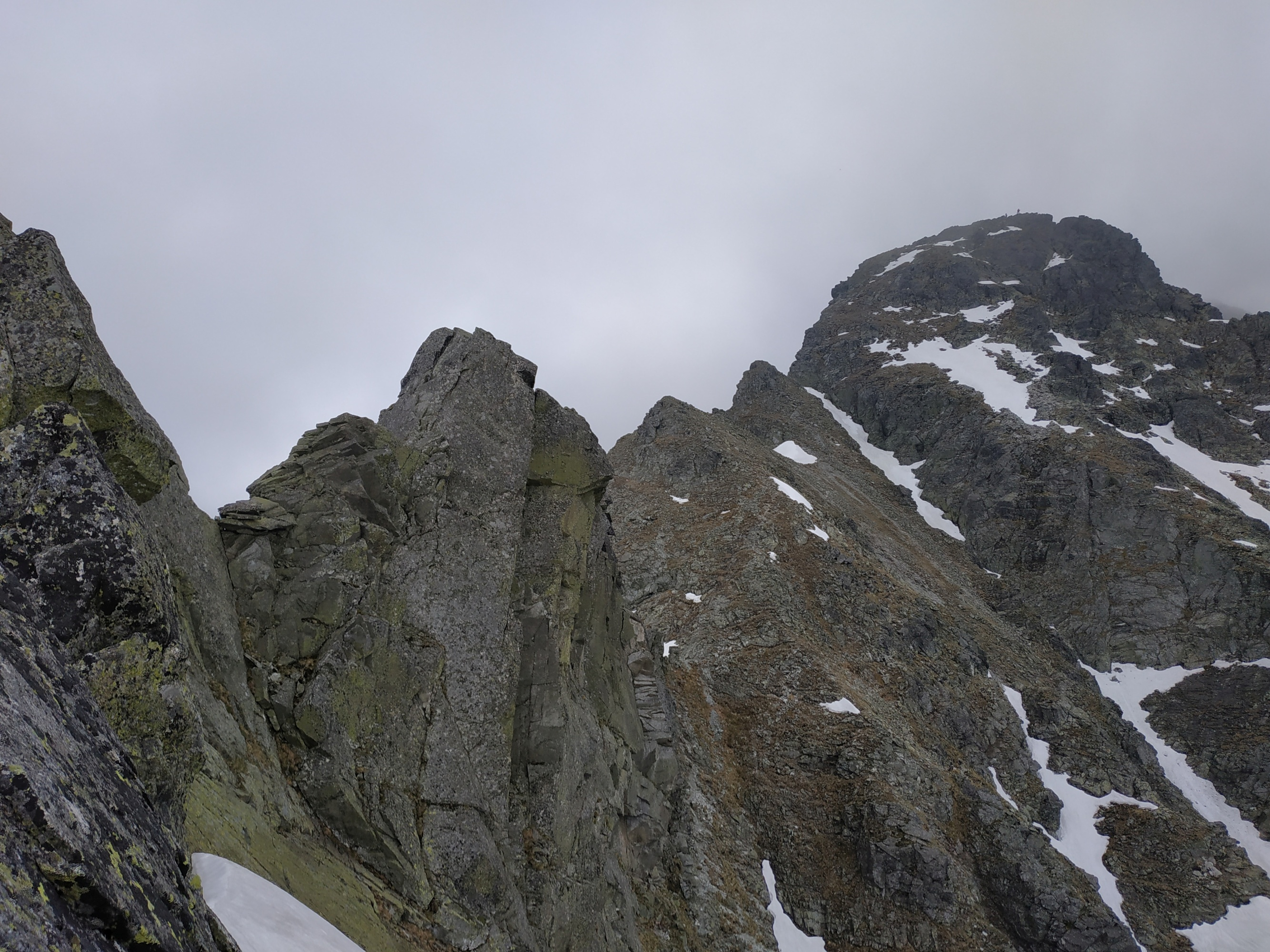
Pańszczyckie Czuby. Widok z Wierchu pod Fajki
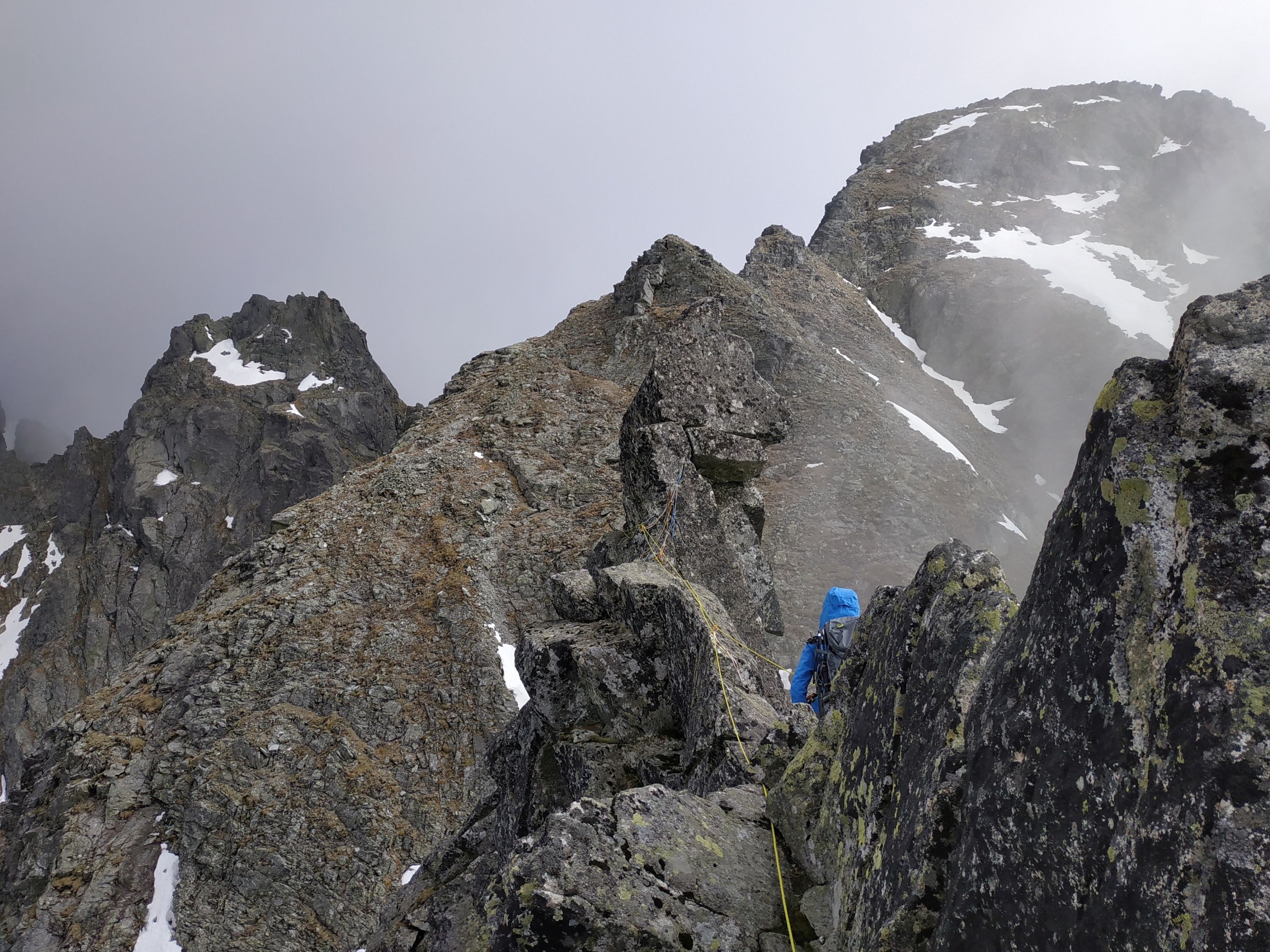
Wierch pod Fajki, Pańszczyckie Czuby i fragment Orlej Perci